# The Lookout
Pour le film israélien dont le titre anglais est The Lookout, voir Shuroo.
Pour plus de détails, voir Fiche technique et Distribution.
The Lookout ou Le Guetteur au Québec est un film américain écrit et réalisé par Scott Frank, sorti en 2007.

## Synopsis
Pour le brillant Chris Pratt, la vie était pleine de promesses, jusqu'à ce qu'un accident de voiture le laisse avec des graves séquelles neurologiques. Atteint de pertes de mémoire et luttant au quotidien pour contrôler ses moindres gestes et émotions, sa vie s'effondre et il se résout finalement à accepter un petit boulot au service d'entretien d'une banque.
Gary, un ancien camarade d'école, va l'aider à reprendre pied. Impressionné par son charisme, Chris devient son ami... et se laisse convaincre de l'aider à cambrioler son propre lieu de travail.
Lorsque le braquage tourne mal, Chris comprend qu'il a été manipulé. Mais face à ce nouveau coup dur, il va cette fois réagir et tenter de retourner la situation à son avantage...

## Fiche technique
- Titre : The Lookout
- Titre québécois : Le Guetteur
- Réalisation et Scénario : Scott Frank
- Pays d'origine :  États-Unis
- Langue originale : anglais
- Format : Couleur - 35 mm - 2,35 : 1 - son Dolby numérique
- Genre : Drame et thriller
- Dates de sortie :
 États-Unis : 9 mars 2007 (Festival du film de Southwest) ; 30 mars 2007 (sortie nationale)
 France : 27 juin 2007
 Belgique : 3 octobre 2007
- Dates de sortie DVD :
 États-Unis : 14 août 2007
 France : 20 février 2008[2], (réédité le) 7 août 2012[2]

## Distribution
- Joseph Gordon-Levitt (V. F. : Alexis Tomassian ; V. Q. : Hugolin Chevrette-Landesque) : Chris Pratt
- Jeff Daniels (V. F. : Philippe Vincent ; V. Q. : Sébastien Dhavernas) : Lewis Canfield
- Matthew Goode (V. F. : Adrien Antoine ; V. Q. : Philippe Martin) : Gary Spargo
- Isla Fisher (V. F. : Dorothée Pousséo ; V. Q. : Karine Vanasse) : Luvlee
- Carla Gugino (V. F. : Juliette Degenne ; V. Q. : Rose-Maïté Erkoreka) : Janet
- Bruce McGill (V. F. : Bernard Tiphaine ; V. Q. : Luis de Cespedes) : Robert Pratt
- Alberta Watson : Barbara Pratt
- Alex Borstein : Mme Lange
- Sergio Di Zio (V. F. : Laurent Morteau ; V. Q. : François Godin) : député Ted
- David Huband : M. Tuttle
- Laura Vandervoort : Kelly